# 무선 마크업 언어

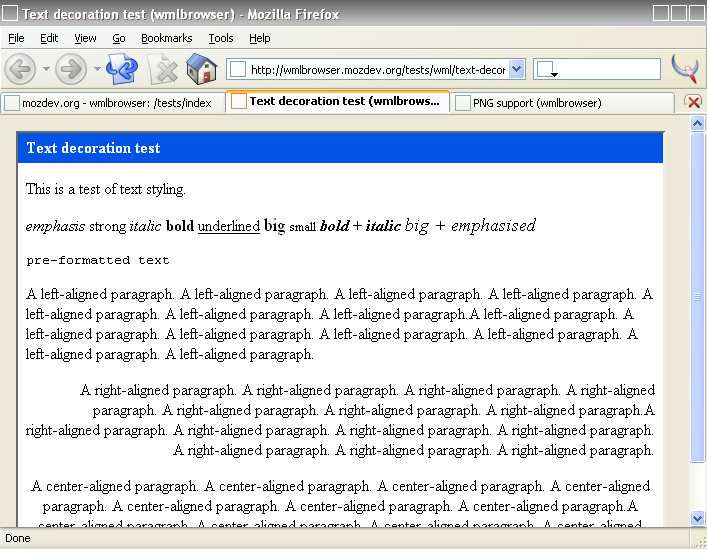
모질라 파이어폭스 상의 WMLBrowser의 스크린샷.

무선 마크업 언어(Wireless Markup Language, WML)는 이동 통신용 단말기에 적합하도록 XML 기반으로 한 마크업 언어로 WAP 프로토콜 상에서 쓰인다.
예를 들면, 아래의 WML 페이지가 있다.
```
 
<?xml version="1.0"?>

 
<!DOCTYPE wml PUBLIC "-//PHONE.COM//DTD WML 1.1//EN" "http://www.phone.com/dtd/wml11.dtd" >

 
<wml>

   
<card
 
id=
"main"
>

     
<p
 
mode=
"wrap"
>
This
 
is
 
a
 
sample
 
WML
 
page.

   
</card>

 
</wml>

```

WML 페이지는 웹서버에 저장될 수 있다. 그 후 일반적인, URL을 통해, 단말기의 브라우저에서 접근이 가능하다.

## 같이 보기
- WBMP
- 모바일 브라우저
- XHTML MP